# Préchac-sur-Adour
 Préchac-sur-Adour  là một xã thuộc tỉnh Gers trong vùng Occitanie tây nam nước Pháp. Xã này có độ cao trung bình 132 mét trên mực nước biển.